# Abbaye de Pásztó
L’abbaye de Pásztó est un ancien monastère de moines cisterciens, fondé au XIIe siècle et situé en Hongrie, dans le comitat de Nógrád, le district de Pásztó et la commune de Pásztó. Elle fut abandonnée devant l'avancée des Ottomans au XVIe siècle, et resta en ruines cent cinquante ans. Une reconstruction partielle eut lieu au début du XVIIIe siècle.

## Histoire

### Fondation bénédictine
En 1138, une première mention de l'abbaye est attestée; celle-ci est construite et habitée par des moines bénédictins.

### Refondation cistercienne
En 1190, le roi Béla III donne l'abbaye aux Cisterciens de l'abbaye de Pilis.

### La destruction

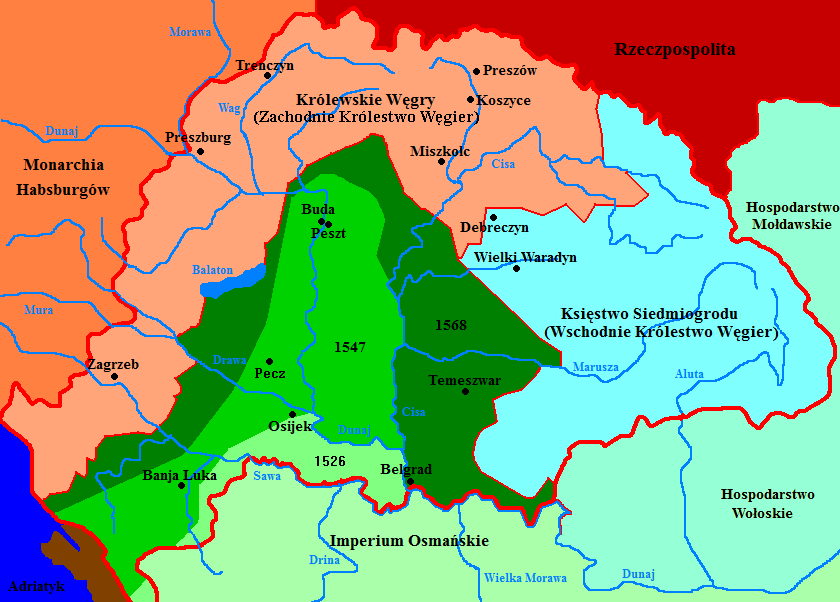
Les conquêtes ottomanes en Hongrie en 1547 et 1568. L'abbaye de Pásztó est située au nord-est de Budapest, à l'intérieur de la zone de conquête turque de 1568.

Après la bataille de Mohács, les moines se réfugient en Autriche. En 1551, lors de la conquête de la Hongrie, les troupes des Habsbourgs en déroute incendient la ville derrière eux et détruisent l'abbaye.

### La reconstruction
Les ruines restent en l'état plus d'un siècle (elles sont attestées en 1698). Quand la menace ottomane est durablement repoussée, les moines réussissent à recouvrer une partie de leurs biens. À partir de 1715, un nouvel édifice, d'architecture baroque, est reconstruit. Une restauration de ce bâtiment est lancée à partir de 1802.

## Le site de Pásztó
Les vestiges médiévaux de l'abbaye sont situés au nord-ouest des bâtiments baroques.
L'abbatiale n'était pas construite suivant le plan cistercien traditionnel, puisque l'abbaye était originellement bénédictine. Le chœur était pourvu d'absides rondes au lieu de l'habituel chevet plat. 